# Quercus gaharuensis
Quercus gaharuensis är en bokväxtart som beskrevs av Engkik Soepadmo. Quercus gaharuensis ingår i släktet ekar, och familjen bokväxter. Inga underarter finns listade.